# Lidia Zawadzka-Głos
Lidia Magdalena Zawadzka-Głos – polska otolaryngolog, dr hab. nauk medycznych, adiunkt i kierownik Kliniki Otolaryngologii Dziecięcej Wydziału Medycznego Warszawskiego Uniwersytetu Medycznego.

## Życiorys
18 czerwca 1997 obroniła pracę doktorską Przerost migdałków podniebiennych a niektóre parametry odpowiedzi immunologicznej u dzieci, 21 marca 2012 uzyskała stopień doktora habilitowanego. Została zatrudniona na stanowisku adiunkta i kierownika w Klinice Otolaryngologii Dziecięcej na Wydziale Medycznym Warszawskiego Uniwersytetu Medycznego.

## Odznaczenia
- Złoty Krzyż Zasługi (2013)[3]